# Moedas de euro belgas
O Euro (EUR ou €) é a moeda comum para as nações que pertencem à União Europeia e que aderiram à zona Euro. As moedas de euro têm dois lados diferentes: um lado comum, europeu, mostrando o valor da moeda, e um lado nacional, mostrando um desenho escolhido pelo país membro da UE onde a moeda foi cunhada. Cada país membro tem um ou vários desenhos únicos a esse país.
Para visualizar as imagens do lado comum e para ter uma descrição detalhada das moedas, ver moedas de euro.

Em 2002, dois estatísticos poloneses realizaram uma experiência que indicou que a moeda belga de €1 cai mais freqüentemente com a face cara para cima do que com a face coroa.
As moedas de euro belgas apresentam um único design para todas as oito moedas: o retrato ou efígie do rei Albert II da Bélgica e seu monograma real. Ainda fazem parte do design de Jan Alfons Keustermans as 12 estrelas da UE e o ano de cunhagem.

## Primeira série
| € 0,01                                          | € 0,02                                          | € 0,05                                                                                      |
| ----------------------------------------------- | ----------------------------------------------- | ------------------------------------------------------------------------------------------- |
|                                                 |                                                 |                                                                                             |
| Efígie e monograma de Rei Alberto II da Bélgica | Efígie e monograma de Rei Alberto II da Bélgica | Efígie e monograma de Rei Alberto II da Bélgica                                             |
| € 0,10                                          | € 0,20                                          | € 0,50                                                                                      |
|                                                 |                                                 |                                                                                             |
| Efígie e monograma de Rei Alberto II da Bélgica | Efígie e monograma de Rei Alberto II da Bélgica | Efígie e monograma de Rei Alberto II da Bélgica                                             |
| € 1,00                                          | € 2,00                                          | € 2 (rebordo)                                                                               |
|                                                 |                                                 | O rebordo apresenta seis vezes o algarismo «2» alternado com «**», num total de 12 estrelas |
| Efígie e monograma de Rei Alberto II da Bélgica | Efígie e monograma de Rei Alberto II da Bélgica |                                                                                             |

## Segunda série
| € 0,01                                          | € 0,02                                          | € 0,05                                                                                      |
| ----------------------------------------------- | ----------------------------------------------- | ------------------------------------------------------------------------------------------- |
|                                                 |                                                 |                                                                                             |
| Efígie e monograma de Rei Alberto II da Bélgica | Efígie e monograma de Rei Alberto II da Bélgica | Efígie e monograma de Rei Alberto II da Bélgica                                             |
| € 0,10                                          | € 0,20                                          | € 0,50                                                                                      |
|                                                 |                                                 |                                                                                             |
| Efígie e monograma de Rei Alberto II da Bélgica | Efígie e monograma de Rei Alberto II da Bélgica | Efígie e monograma de Rei Alberto II da Bélgica                                             |
| € 1,00                                          | € 2,00                                          | € 2 (rebordo)                                                                               |
|                                                 |                                                 | O rebordo apresenta seis vezes o algarismo «2» alternado com «**», num total de 12 estrelas |
| Efígie e monograma de Rei Alberto II da Bélgica | Efígie e monograma de Rei Alberto II da Bélgica |                                                                                             |